# Río Matallo
Der Río Matallo ist ein 30,5 km (einschließlich Quellflüssen: 61 km) langer linker Nebenfluss des Río Huallaga in der Region San Martín im zentralen Norden Perus.

## Flusslauf
Der Río Matallo entsteht an der Ostflanke der peruanischen Zentralkordillere auf einer Höhe von etwa 800 m am Zusammenfluss zweier Quellflüsse. Ein 20 km langer in Ost-West-Richtung verlaufender Höhenkamm mit Höhen von 2400 m trennt die Einzugsgebiete der beiden Quellflüsse. 
Der 28,5 km lange nördliche Quellfluss  entspringt auf einer Höhe von 3200 m an der Wasserscheide zum weiter nordwestlich verlaufenden Río Abiseo. Er fließt auf der Nordseite des Höhenkamms anfangs in Richtung Ostnordost, die letzten 10 km in überwiegend südöstlicher Richtung. Er entwässert dabei ein Areal von etwa 120 km².
Der südliche Quellfluss  besitzt eine Länge von 30,5 km und ein Einzugsgebiet von etwa 200 km². Er entspringt auf einer Höhe von etwa 3500 m am Kreuzungspunkt der Wasserscheiden zum Río Abiseo im Westen und Río Cotomono, linker Nebenfluss des Río Mishollo, im Süden. Der südliche Quellfluss fließt anfangs etwa 5 km in Richtung Nordnordost und wendet sich im Anschluss allmählich in Richtung Ostnordost. Er nimmt auf seiner Fließstrecke hauptsächlich Zuflüsse von Süden auf.
Der Río Matallo bildet auf seiner Fließstrecke die Grenze zwischen den Provinzen Mariscal Cáceres im Norden und Tocache im Süden. Er fließt anfangs in überwiegend ostsüdöstlicher Richtung durch das bewaldete Bergland an der Ostflanke der peruanischen Zentralkordillere. Auf den unteren 12 Kilometern wendet er sich nach Nordosten und mündet schließlich auf einer Höhe von etwa 438 m in den nach Norden strömenden Río Huallaga.

## Einzugsgebiet
Das Einzugsgebiet des Río Matallo umfasst eine Fläche von etwa 615 km². Das Gebiet erstreckt sich über Teile der Distrikte Campanilla (Provinz Mariscal Cáceres) und Pólvora (Provinz Tocache). Im Norden grenzt das Einzugsgebiet an das des Río Chambirayacu, im Westen an das des Río Abiseo sowie im Süden an das des Río Mishollo.

## Ökologie
Das Einzugsgebiet des Río Matallo ist weitgehend unbewohnt und mit Bergregenwald bedeckt. Der Bereich im äußersten Westen des Einzugsgebietes liegt innerhalb des regionalen Schutzgebietes Bosques de Shunté y Mishollo und grenzt an den weiter westlich gelegenen Nationalpark Río Abiseo.